# 陈国煌
陈国煌，马来西亚政治人物，马华公会党员。曾经为柔佛州议会彼咯议员兼柔佛州国际贸易、工业、能源、水务、通讯及环境常务委员会主席。

## 政治生涯
1995年马来西亚大选，马华公会决定“空降”毫无政治根底的陈国煌，势要夺回占75%华裔选票的彼咯选区。1999年大选和2004年大选，陈国煌不负众望四度，披甲上阵且守住彼咯州议席。2008年马来西亚大选，代表国阵马华公会参加柔佛州议会选举并赢得彼咯议席，即使反对党掀起308政治海啸，陈国煌仍以高票胜出，备受器重。陈国煌则受委为柔州国际贸易、工业、能源、水务、通讯及环境行政议员。2009年，宣布不再出任彼咯州议席。

## 政党职务
2008年，正式委任马华公会柔佛州联委会署理主席陈国煌为柔州代主席，以取代上周呈辞的蔡细历。

## 个人荣誉
- 马来西亚：
  -  联邦护国功臣勋章（JMN）（2007年）[8]
  -  联邦国家领袖勋章（PJN）—拿督（2016年）[9]